# Osbornellus dicerus
Osbornellus dicerus är en insektsart som beskrevs av Delong 1976. Osbornellus dicerus ingår i släktet Osbornellus och familjen dvärgstritar. Inga underarter finns listade i Catalogue of Life.